# Arrondissement della Corsica del Sud
Le sottoprefetture del dipartimento francese della Corsica del Sud, nella regione Corsica.
I 2 arrondissement attuali hanno come capoluogo: Ajaccio, Sartène
- Arrondissement di Ajaccio
- Arrondissement di Sartena

## Storia
- 1790: creazione del dipartimento della Corsica
- 1793: divisione della Corsica in 2 dipartimenti, con il Liamone, corrispondente all'attuale Corsica del Sud, con 3 distretti: Ajaccio, Vico, Tallano
- 1800: creazione degli arrondissement: Ajaccio, Sartène
- 1811: soppressione del dipartimento del Liamone, restaurazione del dipartimento della Corsica
- 1976: creazione di 2 dipartimenti: Corsica del Sud (Ajaccio, Sartène) e Corsica settentrionale